# 布瓦梅
布瓦梅（法語：Boismé，法語發音：[bwame]；普瓦图方言：Boimi）是法国德塞夫勒省的一个市镇，属于布雷叙尔区。

## 历史
布瓦梅曾于1973年以关联合并的形式并入市镇布雷敘爾，成为了布雷叙尔的关联市镇。1983年，布瓦梅脱离布雷叙尔，再度成为独立市镇。

## 地理
布瓦梅（46°46'28"N, 0°26'7"W）面积37.8 平方千米，位于法国新阿基坦大区德塞夫勒省，该省份为法国西部内陆省份，北起曼恩-卢瓦尔省，西接旺代省，南至夏朗德省和滨海夏朗德省，东临维埃纳省。
与布瓦梅接壤的市镇（或旧市镇、城区）包括：布雷敘爾、尚特盧、拉沙佩勒聖洛朗、希謝、克莱塞。
布瓦梅的时区为UTC+01:00、UTC+02:00（夏令时）。

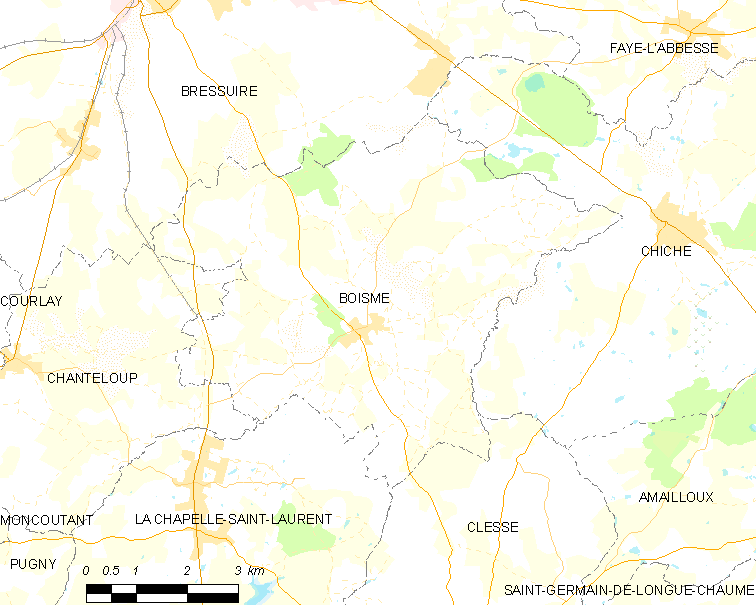
布瓦梅的OSM定位图

## 行政
布瓦梅的邮政编码为79300，INSEE市镇编码为79038。

## 政治
布瓦梅所属的省级选区为布雷叙尔县。

## 人口

1962-2008年间布瓦梅人口变化图示

布瓦梅于2022年1月1日时的人口数量为1175人。